# Elu (jezik)
Elu jezik (ISO 639-3: elu), austronezijski jezik sa sjeverne obale otoka Manus u Papui Novoj Gvineji. Govori ga oko 220 (1983 SIL). Klasificira se s još 11 jezika istočnomanuskoj podskupini manuskih jezika, šira admiralitetska skupina.
U upotrebi je kurti [ktm].

## Vanjske poveznice
- Ethnologue (14th)
- Ethnologue (15th)